# Isole Vergini Americane ai Giochi della XXVIII Olimpiade
Le Isole Vergini Americane parteciparono ai Giochi della XXVIII Olimpiade, svoltisi ad Atene, in Grecia, dal 13 al 29 agosto 2004, con una delegazione di 6 atleti impegnati in quattro discipline.

## Risultati

### Atletica leggera
| Q | Qualificato al turno successivo per la Classifica in qualificazione                                                          |
| q | Qualificato per il turno successivo per ripescaggio o, negli eventi su campo, conquistando la misura minima per qualificarsi |

Maschile
Eventi su pista e strada
| Atleta        | Evento | Batteria  | Batteria   | Quarti di finale | Quarti di finale | Semifinale      | Semifinale      | Finale          | Finale          |
| Atleta        | Evento | Risultato | Classifica | Risultato        | Classifica       | Risultato       | Classifica      | Risultato       | Classifica      |
| ------------- | ------ | --------- | ---------- | ---------------- | ---------------- | --------------- | --------------- | --------------- | --------------- |
| Adrian Durant | 100 m  | 10"52     | 6º         | non qualificato  | non qualificato  | non qualificato | non qualificato | non qualificato | non qualificato |

Femminile
Eventi su pista e strada
| Atleta        | Evento      | Batteria  | Batteria   | Quarti di finale | Quarti di finale | Semifinale      | Semifinale      | Finale          | Finale          |
| Atleta        | Evento      | Risultato | Classifica | Risultato        | Classifica       | Risultato       | Classifica      | Risultato       | Classifica      |
| ------------- | ----------- | --------- | ---------- | ---------------- | ---------------- | --------------- | --------------- | --------------- | --------------- |
| LaVerne Jones | 100 m piani | 11"38     | 4 q        | 11"44            | 6ª               | non qualificata | non qualificata | non qualificata | non qualificata |
| LaVerne Jones | 200 m piani | 23"20     | 3 Q        | 23"09            | 6ª               | non qualificata | non qualificata | non qualificata | non qualificata |

### Nuoto
Maschile
| Atleta         | Evento             | Batteria  | Batteria   | Semifinale      | Semifinale      | Finale          | Finale          |
| Atleta         | Evento             | Risultato | Classifica | Risultato       | Classifica      | Risultato       | Classifica      |
| -------------- | ------------------ | --------- | ---------- | --------------- | --------------- | --------------- | --------------- |
| Josh Laban     | 50 m stile libero  | 23"43     | =43º       | non qualificato | non qualificato | non qualificato | non qualificato |
| George Gleason | 100 m stile libero | 51"69     | 44º        | non qualificato | non qualificato | non qualificato | non qualificato |
| George Gleason | 100 m dorso        | 57"64     | 37º        | non qualificato | non qualificato | non qualificato | non qualificato |

### Tiro a segno/volo
Maschile
| Atleta     | Evento                      | Qualificazioni | Qualificazioni | Finale          | Finale          |
| Atleta     | Evento                      | Punti          | Classifica     | Punti           | Classifica      |
| ---------- | --------------------------- | -------------- | -------------- | --------------- | --------------- |
| Chris Rice | Pistola 10 m aria compressa | 551            | 46º            | non qualificato | non qualificato |
| Chris Rice | Pistola 50 m                | 529            | 41º            | non qualificato | non qualificato |

### Vela
Misti
| Atleta        | Evento | Regata | Regata | Regata | Regata | Regata | Regata | Regata | Regata | Regata | Regata | Regata | Punteggio netto | Classifica finale |
| Atleta        | Evento | 1      | 2      | 3      | 4      | 5      | 6      | 7      | 8      | 9      | 10     | M*     | Punteggio netto | Classifica finale |
| ------------- | ------ | ------ | ------ | ------ | ------ | ------ | ------ | ------ | ------ | ------ | ------ | ------ | --------------- | ----------------- |
| Timothy Pitts | Laser  | 42     | 40     | 41     | 40     | 36     | 39     | 37     | 34     | 34     | 40     | 40     | 381             | 41º               |